# Fairwater, Torfaen
Fairwater är en community i Storbritannien.   Den ligger i kommunen Torfaen och riksdelen Wales, i den södra delen av landet, 200 km väster om huvudstaden London.
Fairwater ligger i den västra delen av staden Cwmbran.